# 川本忠雄
川本 忠雄（かわもと ただお、1907年〈明治40年〉8月22日 - 没年不明）は、日本の実業家。フジ運動具店社長。華道衡山流三世家元。

## 経歴
奈良県大和郡山市出身。1927年、郡山中学校を卒業する。1932年、立教大学経済学部を卒業する。1937年、応召。1943年、除隊後日本国際航空工業に入社する。1946年、退職する。
1947年、ノダ運動具店に勤務する。1948年、有限に改組、取締役に就任する。1962年、フジ運動具店を設立、社長に就任する。行政相談委員、大和郡山市監査委員を兼任する。郡山信用金庫監事をつとめる。

## 人物
江戸時代栄えた遊廓の跡、洞泉寺町に木造三階の川本忠雄宅がある。「旧川本家住宅」は2014年10月7日に国の登録有形文化財に登録され、2018年1月10日に「町家物語館」として生まれ変わり、一般公開が開始される。
趣味はスポーツ。宗教は融通念仏宗。住所は奈良県大和郡山市洞泉寺町。

## 家族
川本家
- 父・増雄（1885年 - ?、貸座敷業[9]、郡山町会議員[10]、郡山信用金庫専務理事、華道衡山流家元）
- 妻（奈良県桜井市出身）[3]
- 長男[3]
- 二男[3]